# Елсі Ґолдсак Піттмен
Елсі Ґолдсак Піттмен (англ. Elsie Goldsack Pittman; 21 січня 1904 — 28 березня 1975) — колишня британська тенісистка.
Найвищу одиночну позицію світового рейтингу — 10 місце досягла 1929 року.
Найвищим досягненням на турнірах Великого шолома був фінал в парному розряді.

## Фінали турнірів Великого шолома

### Парний розряд: 1 (1 поразка)
| Результат | Рік  | Турнір               | Покриття | Партнерка           | Суперниці               | Рахунок  |
| --------- | ---- | -------------------- | -------- | ------------------- | ----------------------- | -------- |
| Поразка   | 1937 | Вімблдонський турнір | Трава    | Філліс Мадфорт-Кінґ | Сімонн Матьє Біллі Йорк | 3–6, 3–6 |